# 戸祭山

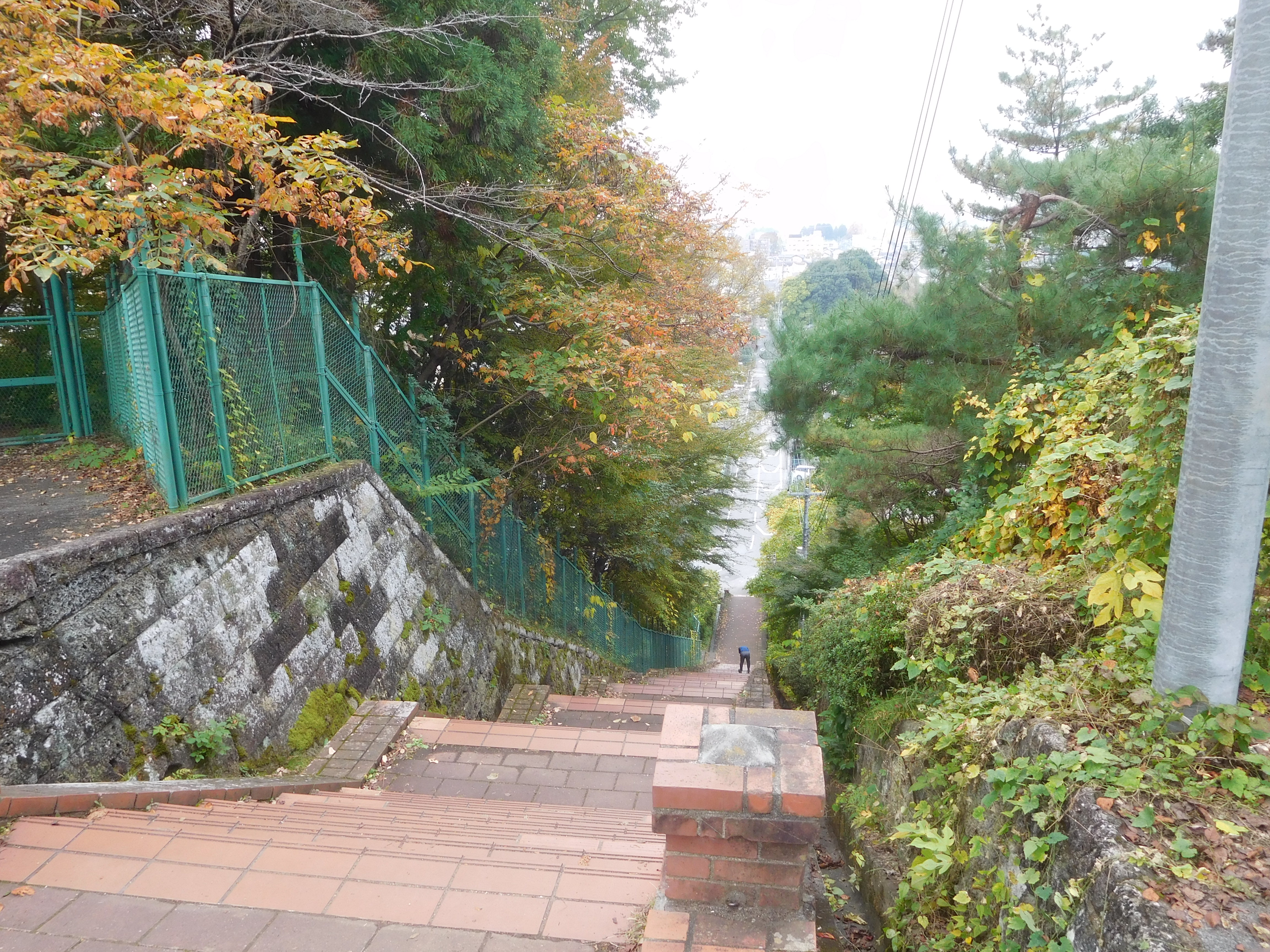
水道山の赤レンガ階段

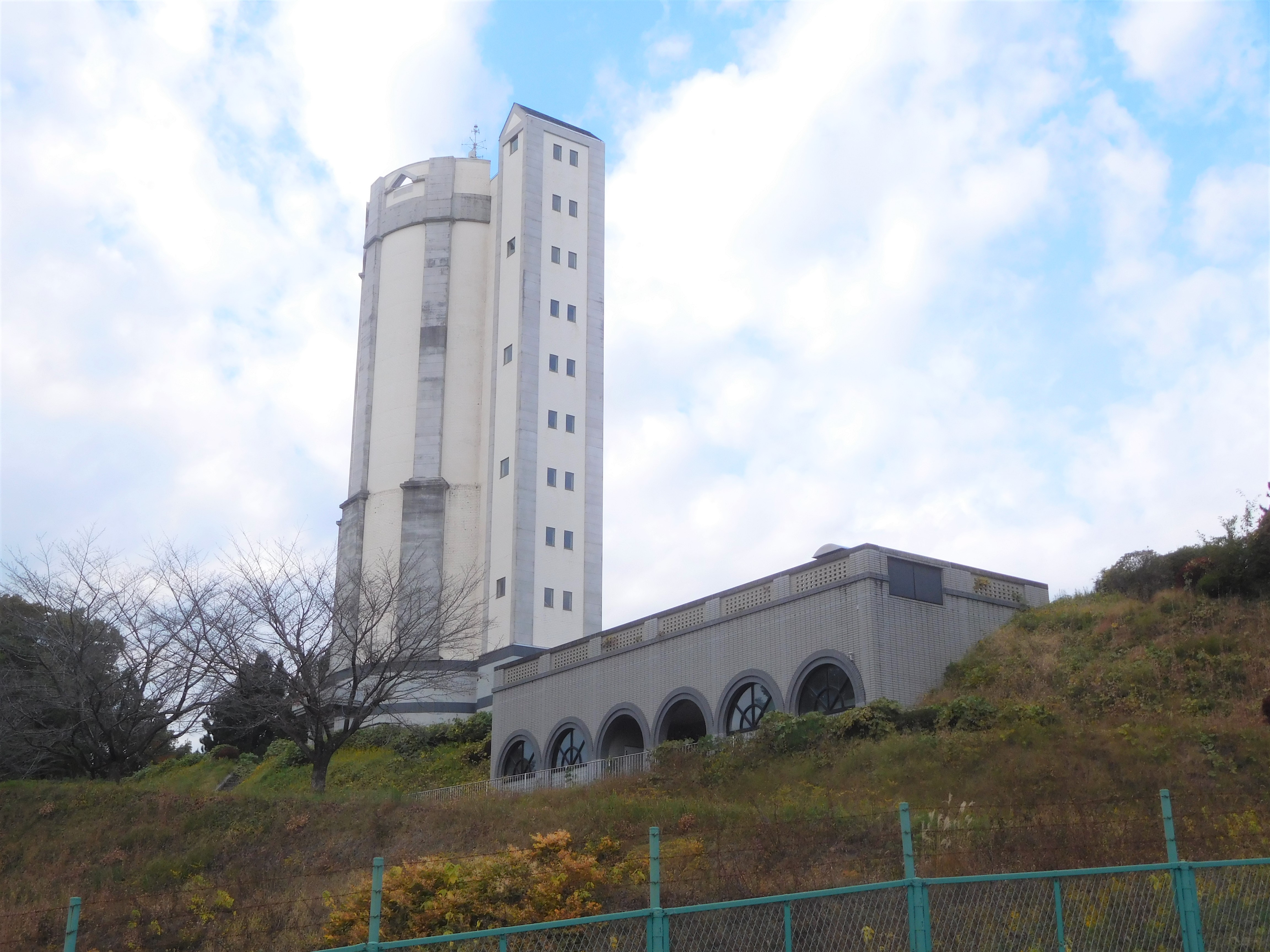
戸祭配水場

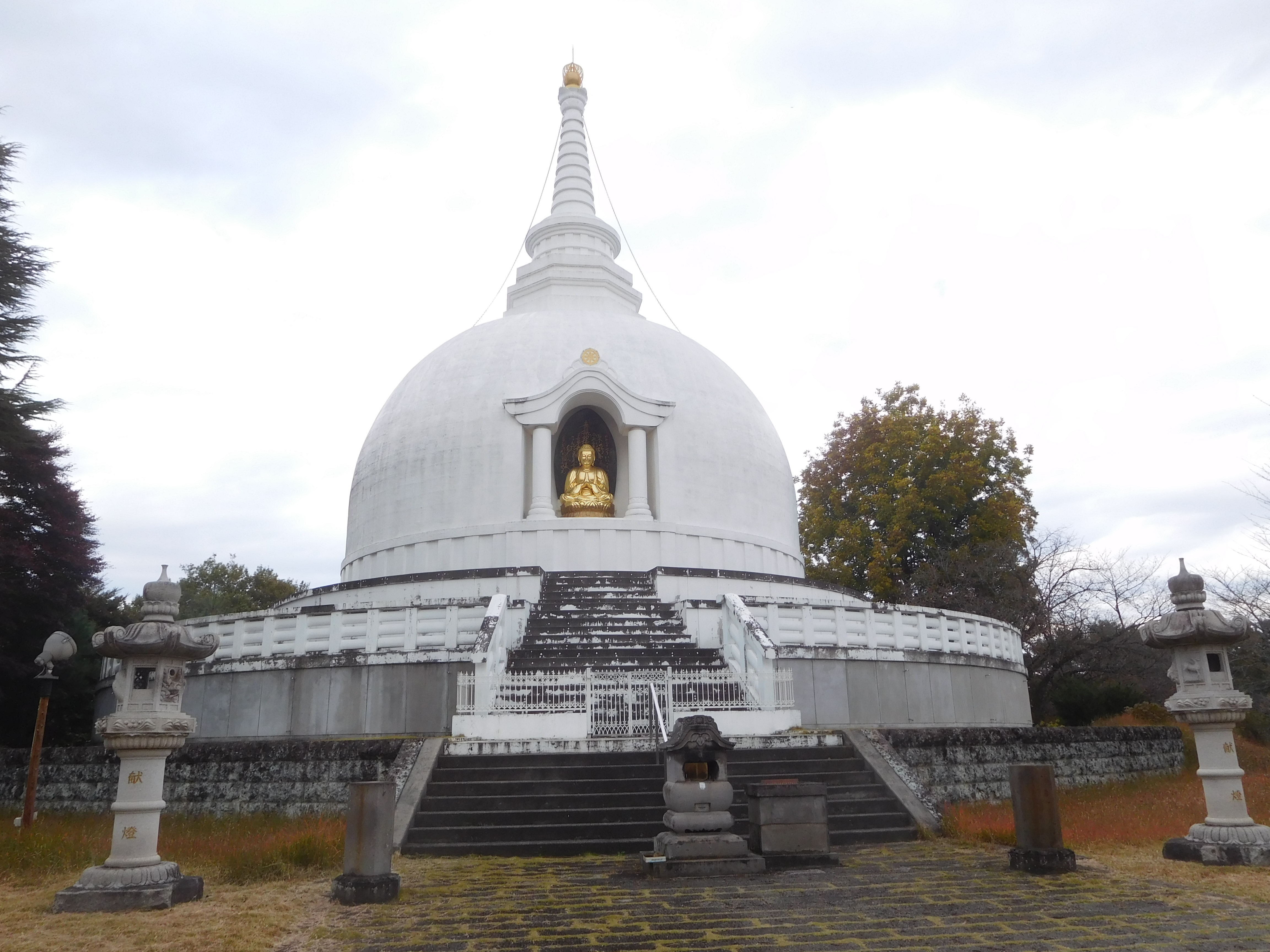
栃木県平和仏舎利塔

戸祭山（とまつりやま）は、栃木県宇都宮市にある山。通称、「水道山」。標高186.3m。

## 地理
栃木県北西部山系は日光二荒山神社や日光東照宮を祀る日光山内から小倉山、愛宕山、茶臼山、浅間山と連なり、宇都宮市北部の篠井富屋連峰を経て当山、八幡山と続き、そしてその最南端部に明神山が位置する。当山はまた宇都宮丘陵の一部を成している。宇都宮市街地は、当山、八幡山、明神山の三峰を中心としてその山麓の平坦部に形成されている。また、この一連の山系の東西には、これを挟むように東に田川、西に釜川が流れる。
戸祭山は通称「水道山」と呼ばれるが、その所以は、当山西麓に宇都宮市上下水道局・戸祭配水場水道塔があることによる。現在の新築された近代的な装いの水道塔も人目を引くが、当初の建物は煉瓦と大谷石の複合建築という全国的にも珍しい貴重な水道塔であった。2006年（平成18年）10月18日には戸祭配水場配水池が国の登録有形文化財（土木構造物・生活関連）に登録されている。また、山頂付近にはやはり大谷石建築で、他に例を見ない大きさを有す「平和塔（仏舎利塔）」がある。

## 歴史
戸祭山周辺の歴史は古く、付近の遺跡として、古墳時代から奈良時代にかけての古墳とされる大塚古墳・谷口山古墳・瓦塚古墳・長岡百穴古墳、また奈良時代に下野薬師寺や河内郡衙の瓦を焼いた窯の跡とされる水道山瓦窯跡などがあり、戸祭山北部の一連の遺跡群を結ぶ「豊郷まほろばの道」が整備されている。

## 周辺環境
平坦な関東平野の中にあって、戸祭山は市街周辺では有数の見晴らしのよい高台であり、冬の晴れた朝には南東方向に富士山が遠望できる。

### 宇都宮の北の文教地区
戸祭山の周辺には、宇都宮市有数の大規模住宅団地である「富士見が丘団地」（東麓）、「戸祭台団地」（南麓）および「戸祭グリーンヒル」（西麓）が立地する。また、この北麓は「長岡公園」として整備されており、その北側を走る宇都宮環状道路のさらに北の丘陵地には、うつのみや文化の森（宇都宮美術館）を中心とする「豊郷台団地」となっており、付近にあるや帝京大学宇都宮キャンパスと相まって、宇都宮の北の文教地区を形成している。

## アクセス
路線バス
- JR宇都宮駅西口から
  - 関東バス　清住経由細谷車庫行き、日光東照宮行き、山王団地行きなど乗車15分、「中戸祭」下車徒歩10分（戸祭配水場）または20分（平和塔）
  - 関東バス　西塙田・戸祭台循環線乗車15分、「第二グリーンヒル南」下車徒歩5分（戸祭配水場）または「第一グリーンヒル」下車徒歩5分（平和塔・戸祭配水場）

中戸祭から歩くと、直線道路を真っ直ぐ歩いて釜川を渡って旧戸祭田圃の先に真っ直ぐに伸びる赤レンガの階段があり、その頂上に戸祭配水場水道塔が聳える。